# Vegavis iaai
Vegavis (il cui nome significa "uccello dell'isola Vega") è un genere estinto di uccello vissuto nel Cretaceo superiore, circa 68-66 milioni di anni fa (Maastrichtiano), in quella che oggi è l'Antartide. Apparteneva al clade degli Anseriformes e tra gli uccelli moderni, il Vegavis è più strettamente legato alle anatre e alle oche (anatidi), pur non essendo considerato come un loro diretto antenato.

## Etimologia
Il nome del genere,  Vegavis, è la combinazione del nome dell'isola Vega (sede del ritrovamento) e della parola latina avis (uccello), indicando così l'uccello dell'isola Vega.
Il nome della specie, V. iaai, è l'acronimo dell'Instituto Antartico Argentino (IAA), responsabile della spedizione scientifica argentina nell'Antartide.

## Scoperta
L'esemplare olotipico di Vegavis si trova nel Museo de La Plata, Argentina. Il campione, catalogato come MLP 93-I-3-1, fu ritrovato a Cape Lamb nei depositi dell'Isola Vega, Antartide, nel 1993, ma fu descritto come una nuova specie solo nel 2005. Per ottenere un quadro più chiaro della struttura ossea, i paleontologi hanno impiegato le scansioni CT, per non correre il pericolo di danneggiare il fossile.
Un secondo esemplare, MACN-PV 19,748, è stato ritrovato accanto al campione olotipico. Questo fossile meglio conservato si presenta in tre dimensioni; Grazie all'uso delle scansioni TC è stata individuata la siringe intatta di questo campione. La siringe ha un terzo segmento asimmetrico, suggerendo che il Vegavis avesse due sorgenti sonore nel collo e una grande struttura di risonanza di tessuti molli. Ciò indica che il Vegavis era in grado di emettere il tipico richiamo di anatre, oche e altri basali neognathi.

### Significato dei fossili
La scoperta del Vegavis dimostra che i principali gruppi di uccelli viventi oggi erano già ampiamente diversificati durante il Cretaceo. Questo supporta le inferenze filogenetiche dei paleornitologi. Inoltre, rappresenta la prima prova fisica definitiva che i rappresentanti di alcuni dei gruppi di uccelli moderni vissero nel Mesozoico. Nel 2017, uno studio filogenetico di Agnolín e colleghi, ha incluso Vegavis nella famiglia dei Vegaviidae, un gruppo di uccelli specializzati in immersioni, che sopravvissero al limite K-T, e di cui fanno parte anche Polarornis, Neogaeornis e Australornis.